# Глотовське сільське поселення
Гло́товське сільське поселення (рос. Глотовское сельское поселение) — муніципальне утворення у складі Удорського району Республіки Комі, Росія. Адміністративний центр — село Глотово.

## Населення
Населення — 346 осіб (2017, 457 у 2010, 646 у 2002, 895 у 1989).

## Склад
До складу поселення входять такі населені пункти:
| Населений пункт         | Населення, осіб (1989) | Населення, осіб (2002) | Населення, осіб (2010) |
| ----------------------- | ---------------------- | ---------------------- | ---------------------- |
| Борово, присілок        | 6                      | 3                      | 6                      |
| Верхій Вильиб, присілок | 98                     | 84                     | 59                     |
| Глотово, село           | 590                    | 407                    | 293                    |
| Зерзяиб, присілок       | 32                     | 18                     | 13                     |
| Кривушево, присілок     | 6                      | 5                      | -                      |
| Кучмозер'є, присілок    | 77                     | 62                     | 35                     |
| Макар-Иб, присілок      | 86                     | 67                     | 51                     |